# Alexander Goehr
Alexander Goehr   (Berlín, 10 d'agost de 1932 - Cambridgeshire, 26 d'agost de 2024) va ser un compositor anglès. El seu pare era el director d'orquestra Walter Goehr, i la filòsofa Lydia Goehr és la seva filla.

## Biografia
Alexander Goehr era fill del director d'orquestra Walter Goehr i de la fotògrafa Laelia Rivlin (1908–2002). La família va emigrar a Anglaterra el 1933. Goehr va estudiar composició amb Richard Hall al "Royal Manchester College of Music" i després va fundar el "New Music Manchester Group" (amb Harrison Birtwistle, Sir Peter Maxwell Davies i John Ogdon). Els estudis posteriors van seguir el 1955 i el 1956 amb Olivier Messiaen i Yvonne Loriod a París. A principis dels anys 60 va treballar a la BBC i va ser fundador del "Music Theatre Ensemble", un dels primers conjunts anglesos dedicats exclusivament al teatre musical contemporani. A finals de la dècada de 1960 va rebre llocs de professor al Conservatori de Nova Anglaterra de Boston i a Yale i el 1971 va ser nomenat professor de música a la Universitat de Leeds. De 1975 a 1999 va ser professor de música a la Universitat de Cambridge. Al maig i juny de 1980 va donar conferències al Conservatori Central de Pequín.
Goehr es va casar amb Audrey Baker el 1954 i van tenir tres fills, inclosa la filòsofa Lydia Goehr. Estava casat amb Anthea Staunton des de 1972.

## Obra
Goehr va escriure set òperes, incloses Arden must die (després dArden of Faversham, Hamburg 1967) i Arianna, òpera perduda de Monteverdi (Londres, ROC 1995). A més, l'obra de Goehr inclou, entre altres coses, quatre simfonies, concerts per a piano, violí, viola i violoncel, així com obres orquestrals més petites com Cambridge Hocket per a quatre trompes i orquestra.
Directors com Pierre Boulez, Daniel Barenboim, Christoph von Dohnányi i Sir Simon Rattle, juntament amb nombrosos solistes de renom internacional com Oliver Knussen, promocionen regularment les seves obres.
Goehr també va escriure la música de pel·lícula per a les següents produccions de televisió:
- Ghosts (Adaptació d'Henrik Ibsen a la serie BBC Play of the Month, 1968)
- Bauern, Bonzen und Bomben (1973)
- Die Gewehre der Frau Carrar (1975)
- Die Geschwister Oppermann (1983)
- Die Bertinis (1988)

## Premis i honors
- dues vegades Compositor resident a Tanglewood
- Membre honorari de l'Acadèmia Americana de les Arts i les Lletres
- antic company de Winston Churchill.
- El 1987 Goehr va donar les conferències Reith de la BBC